# RIM2000
RIM2000 — українське ІТ підприємство, системний інтегратор.  
Засноване в 1994, входить до десятки лідерів системної інтеграції України. Виробляє комп'ютери і сервери під власною торговою маркою Patriot. 
Випускає, зокрема, міні-комп'ютери класу «тонкий клієнт» на базі платформи Intel Atom. 
Є партнером з компаніями АРС, Intel, IBM, Microsoft, Oracle, IBM, HP, Cisco, Acer , Asus і іншими.
Серед клієнтів компанії: ПриватБанк, КБ "Форум" , КБ «Аваль», торгові мережі «Епіцентр», «Сільпо» та «COMFY» , Нікопольський завод феросплавів  та інші. 
Гендиректор компанії, Юрій Протопопов, увійшов до п'ятірки найкращих топ-менеджерів IT підприємств України в номінації системної інтеграції (за версією видавництва «Економіка»).